# وردن، کبک
وردن، کبک (به انگلیسی: Verdun, Quebec) یک سکونتگاه مسکونی در کانادا است که در مونترآل واقع شده‌است.

## خصوصیات
وردن ۶۶٬۱۵۸ نفر جمعیت دارد.